# Friedrich Wilhelm Wilkens
Friedrich Wilhelm Wilkens (geboren 3. Juli 1823 in Bremen; gestorben 28. August 1895 ebenda) war ein deutscher Silberwarenfabrikant und Goldschmied.

## Leben
Friedrich Wilhelm Wilkens war ein Sohn des Bremer Goldschmiedemeisters und Ältesten des Bremer Goldschmiedeamtes Martin Heinrich Wilkens und dessen Ehefrau Friederike Wilhelmine, geborene Gempt.
Ab 1840 durchlief Friedrich Wilhelm Wilkens seine Ausbildung bei seinem Vater. Am 8. Mai 1851 heiratete er in Bremen Bertha Storck (geb. 4. August 1828 in Osnabrück, gest. 2. Februar 1897 in Hemelingen), mit der er drei Töchter und einen Sohn bekam. 
1860 wurde Wilkens Goldschmiedemeister. Ab 1871 war er gemeinsam mit seinen älteren Halbbrüdern Diedrich und Carl Philipp Wilkens Inhaber der von seinem Vater gegründeten Silberwarenfabrik.

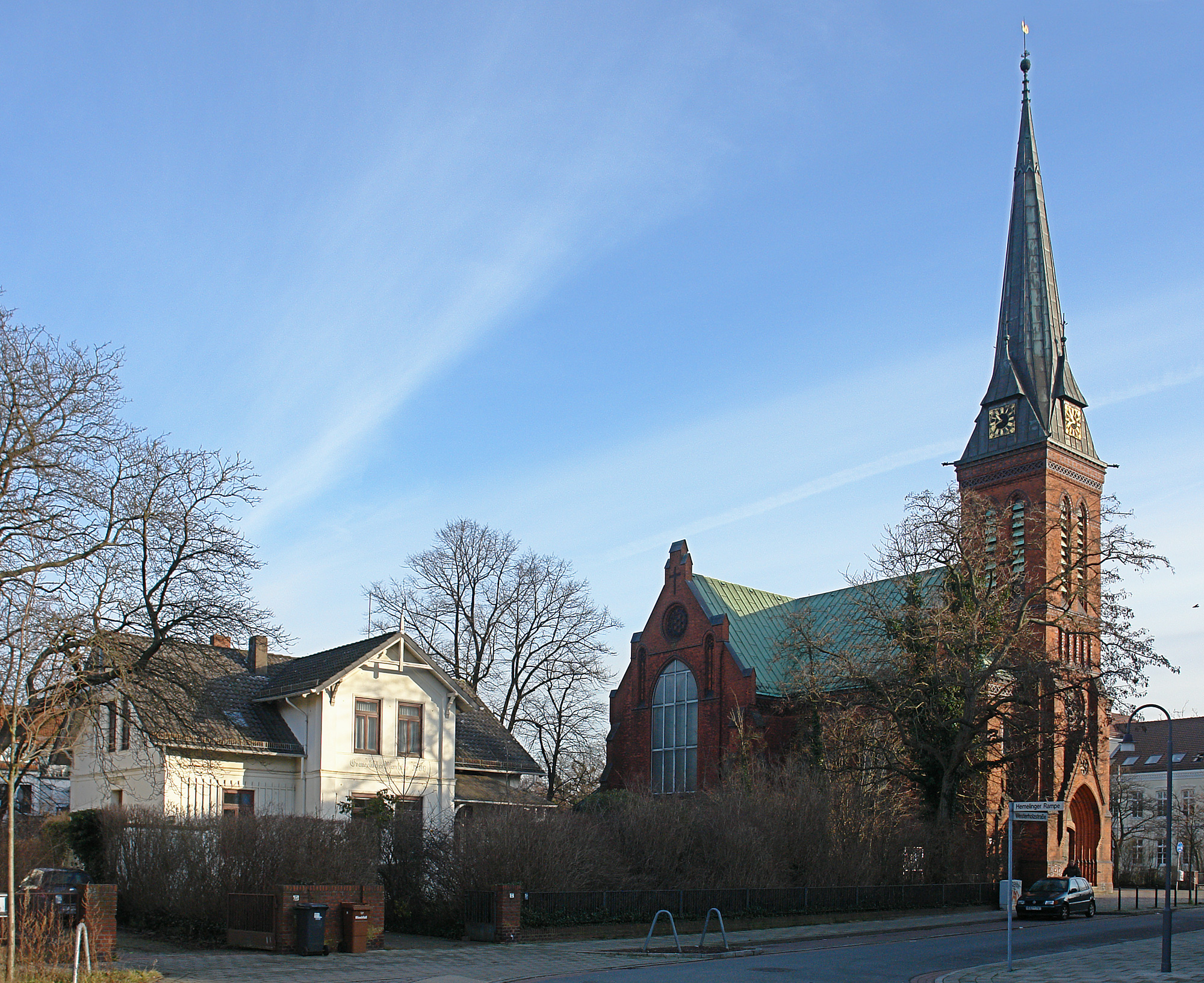
Pfarrhaus und evangelische Kirche in Hemelingen

Wilkens initiierte in Hemelingen einen Kirchenverein. Die Stiftung eines Grundstücks zum Kirchenbau, die Beauftragung des Architekten Karl Börgemann mit der Planung des Kirchenbaus, der 1890 vollendet wurde, die Finanzierung des zugehörigen Pfarrhauses sowie die Stiftung von Altar, Orgel, Kanzel und farbigen Kirchenfenstern werden in einem Zeitungsartikel Friedrich Wilhelm Wilkens alleine zugeschrieben, die Kirchengemeinde nennt hingegen auch andere Familienmitglieder wie etwa Minna, die Witwe des Diedrich Wilkens, als Stifter und Beteiligte. Fest steht jedenfalls, dass die Familie Wilkens, die ihre Fabrik von Bremen nach Hemelingen verlegt hatte, den Bau der evangelischen Kirche samt Pfarrhaus unter der heutigen Adresse Westerholzstraße 17 und 19 entscheidend vorantrieb und zu einem großen Teil finanzierte.
Als Friedrich Wilhelm Wilkens 1895 starb, trug er den Titel eines Kommerzienrates. Nach seinem Ableben wurde die Firma M. H. Wilkens & Söhne unter unveränderter Firma von den Teilhabern und alleinigen Inhabern Martin Wilkens, Heinrich Wilkens, Wilhelm Wilkens und Hermann Wilhelm Christoph Mallet weitergeführt. Wilhelm Wilkens war der Sohn, Mallet ein Schwiegersohn von Friedrich Wilhelm Wilkens. Er war mit der 1859 in Bremen geborenen Anna Magdalena Wilkens verheiratet.

## Bekannte Werke
- Weinkanne mit dem Namen der Äbtissin L. Ritmeier[7] beziehungsweise Abendmahls-Kanne, Höhe 32 cm, gestiftet 1859, im Besitz des Klosters Wienhausen[2]
- im Focke-Museum, Bremen:
  - Deckelpokal mit seltsamer Form, Höhe 33,5 cm, Inv.-Nr. C 798[2]
  - Fußbecher, Preis vom 2. Deutschen Bundesschießen von 1865, Höhe 19,2 cm[2]
  - mit Henkel und Fuß versehener Trinkbecher, bezeichnet „Louise 24.12.1872“, außerdem „12 Löth“, Inv.-Nr. 56, 409[2]
  - Tafelaufsatz, Zweites Barock, Höhe 34 cm, Inv.-Nr. 92, 2[2]
- Tintenzeug mit einem Hirsch und einer Eiche auf einer Wiese, 1872 ein Geschenk für „Dr. Henrici“ zum 50jährigen Doktorjubiläum; Wienhausen, Privatbesitz[2]
- Zuckerkasten mit bauchiger Form; Stade, Privatbesitz[2]

## Meisterzeichen und Beschauzeichen
Nach Gerd Dettmann und Albert Schröder (siehe Abschnitt Literatur) nutzte Wilkens als Meisterzeichen das Monogramm FW. Mit dem vertieften Meisterzeichen WILKENS nutzte der Goldschmiedemeister auch das Beschauzeichen für Bremen; einen nach links aufsteigenden, schräggestellten Schlüssel in hochrechteckigem Feld.